# Rudna (województwo dolnośląskie)

Herb Rudnej

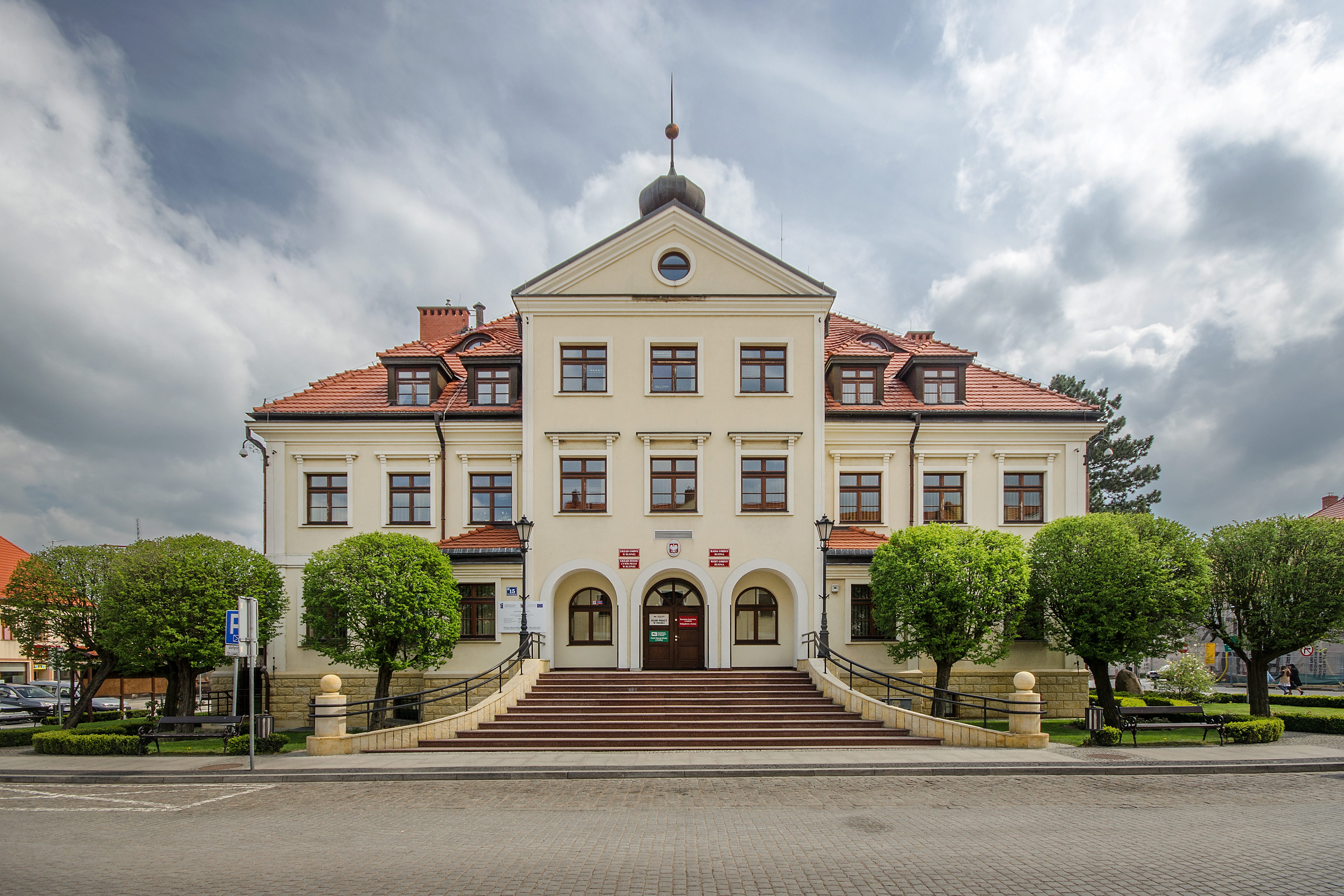
Ratusz w Rudnej

Rudna (niem. Raudten) – wieś w Polsce położona w województwie dolnośląskim, w powiecie lubińskim, w gminie Rudna. Siedziba gminy Rudna. Dawniej miasto, uzyskała lokację miejską przed 1339 rokiem, zdegradowana w 1945 roku. W latach 1975–1998 miejscowość położona była w województwie legnickim.

## Położenie
Rudna leży nad rzeką Rudną i uchodzącą do niej Kalinówką. Na zachód od miejscowości znajduje się zbiornik Żelazny Most.

## Środowisko naturalne
Wieś znajduje się w obrębie mikroregionu Wzgórza Polkowickie, wchodzącego w skład mezoregionu Wzgórza Dalkowskie.

## Historia
Pierwsze wzmianki pochodzą z XIII wieku (grodzisko w Starej Rudnej), w drugiej połowie tego wieku zbudowano tu zamek. Osada szybko rozrastała się i przed rokiem 1339 otrzymała prawa miejskie. Miasto pełniło rolę ośrodka administracyjnego i gospodarczego zaplecza dla okolicznego rolnictwa. Tereny te od roku 1329 były pod zwierzchnictwem Czech, od roku 1526 Habsburgów, a od roku 1742 w Prusach. Do 1932 roku wchodziła w skład powiatu ścinawskiego. W roku 1871 powstało połączenie kolejowe z Legnicą i Głogowem, a trzy lata później (1874) z Wrocławiem. Od tego czasu nastąpił szybki rozwój miasta. Zniszczenia w roku 1945 przyczyniły się do utraty praw miejskich. W roku 1974 uruchomiono największą w kraju kopalnię rud miedzi i Zakład Wzbogacania Miedzi „Rudna”.

## Zabytki
Do wojewódzkiego rejestru zabytków wpisane są:
- Zespół miejski
- Kościół parafialny pw. Trójcy Świętej, neogotycki, przebudowany w latach 1859–1860, z wyposażeniem z okresu budowy. Wcześniejszy wybudowano w 1707 r., po przekazaniu protestantom kościoła pw. św. Katarzyny
- Kościół pw. św. Katarzyny, późnogotycki z lat 1474–1500 (XV w.), od 1953 r. parafialna cerkiew prawosławna pw. Podwyższenia Krzyża Świętego, ul. Kościelna

inne obiekty:
- Ratusz z 1773 r., zburzony w 1945 r., zrekonstruowany w latach 90. XX wieku[10].

nieistniejące obiekty:
- Pałac z XVII w. rodu von Niebelschutz, rozebrany w latach 50. XX wieku
- Cmentarz ewangelicki z kościołem cmentarnym, szachulcowym z XVII w., rozebranym w roku 1972[11]

## Demografia
Według Narodowego Spisu Powszechnego (III 2011 r.) liczyła 1646 mieszkańców. Jest to największa miejscowość w gminie Rudna.

## Transport
We wschodniej części wsi przebiegają: linia kolejowa nr 273 (Szczecin Główny – Wrocław Główny) i linia kolejowa nr 289 (Rudna Gwizdanów – Legnica). W miejscowości znajduje się stacja Rudna Miasto, natomiast w pobliskiej wsi Gwizdanów – Rudna Gwizdanów.
Przez wieś przebiega droga wojewódzka nr 323, która nieopodal miejscowości krzyżuje się z drogą wojewódzką nr 292.

## Sport
Siedziba założonego w 1956 Gminnego Klubu Sportowego Sparta Rudna, którego drużyna piłkarska, używająca barw czerwono-czarnych, występowała w IV lidze (grupie dolnośląskiej zachód) w latach 2018-2022. Obecnie (sezon 2023/2024) występuje w klasie A, gr. Legnica II. Stadion klubowy (gminny) w sezonie 2018/19 przeszedł gruntowny remont, otrzymując oświetlenie, piłkołapy, nową nawierzchnię, a boisko ze sztuczną nawierzchnią do treningów i meczów juniorów oraz powiększone trybuny.

## Osoby związane z Rudną
- Johann Heermann – ur. w 1585 r. w Rudnej, pisarz i poeta, ochrzczony w miejscowym kościele ewangelickim; obecnie jest to świątynia prawosławna – cerkiew pw. Podwyższenia Krzyża Świętego.
- Christian Knorr von Rosenroth – ur. w 1636 r. w Starej Rudnej, dramaturg, poeta, mistyk i pisarz.
- Agnieszka Sypień – polska karateka stylu Kyokushin. Wielokrotna mistrzyni Polski, Europy i świata.